# Argalista fluctuata
Argalista fluctuata is een slakkensoort uit de familie van de Colloniidae. De wetenschappelijke naam van de soort is voor het eerst geldig gepubliceerd in 1883 door Hutton.